# Whites Brook
Whites Brook,,, aussi orthographié White's Brook, et White Brook, est un village du comté de Restigouche, dans l'Ouest de la province canadienne du Nouveau-Brunswick. Le village a le statut de DSL sous le nom légal de White's Brook. Dans le cadre de la réforme de la gouvernance locale du 1er janvier 2023, le DSL a été fusionné à la communauté rurale de Kedgwick.

## Toponyme
Whites Brook est nommé ainsi d'après sa position sur la rivière Whites. Cette dernière serait nommée en l'honneur d'un bucheron.

## Géographie
Whites Brook est situé le long de la route 17, à 70 kilomètres de route au sud-ouest de Campbellton.
Le sous-sol de White's Brook est composé de roches sédimentaires clastiques du groupe Grog Brook, plus précisément de la formation de Madawaska, datant de l'Ordovicien supérieur (441 à 460 millions d'années).
Whites Brook est généralement considéré comme faisant partie de l'Acadie.

## Histoire
Whites Brook est situé dans le territoire historique des Micmacs, plus précisément dans le district de Gespegeoag, qui comprend le littoral de la baie des Chaleurs. Ce territoire était revendiqué d'abord par les Iroquois et ensuite seulement par les Mohawks.
La construction du chemin de fer Restigouche and Western, entre Tide Head et Saint-Léonard, commence en 1898. Les travaux sont ralentis en raison du terrain difficile et du manque de fonds et le chemin de fer International prend le contrôle de la ligne en 1906. Les travaux sont terminés en 1910.
Les Archives provinciales du Nouveau-Brunswick ne recensent aucune information sur l'origine du village. Nous savons toutefois que la localité d'Oliver, dont l'origine du toponyme est inconnue, est regroupé à Whites Brooks. Whites Brook a eu un bureau de poste entre 1913 et 1961.
Le chemin de fer International est abandonné en 1989.

## Économie
Entreprise Restigouche a la responsabilité du développement économique.

## Administration

### Comité consultatif
En tant que district de services locaux, Whites Brook est en théorie administré directement par le Ministère des Gouvernements locaux du Nouveau-Brunswick, secondé par un comité consultatif élu composé de cinq membres dont un président. Il n'y a actuellement aucun comité consultatif.

### Commission de services régionaux
Whites Brook fait partie de la Région 2, une commission de services régionaux (CSR) devant commencer officiellement ses activités le 1er janvier 2013. Contrairement aux municipalités, les DSL sont représentés au conseil par un nombre de représentants proportionnel à leur population et leur assiette fiscale. Ces représentants sont élus par les présidents des DSL mais sont nommés par le gouvernement s'il n'y a pas assez de présidents en fonction. Les services obligatoirement offerts par les CSR sont l'aménagement régional, l'aménagement local dans le cas des DSL, la gestion des déchets solides, la planification des mesures d'urgence ainsi que la collaboration en matière de services de police, la planification et le partage des coûts des infrastructures régionales de sport, de loisirs et de culture; d'autres services pourraient s'ajouter à cette liste.

### Représentation et tendances politiques
Nouveau-Brunswick: Whites Brook fait partie de la circonscription provinciale de Restigouche-La-Vallée, qui est représentée à l'Assemblée législative du Nouveau-Brunswick par Martine Coulombe, du Parti progressiste-conservateur. Elle fut élue en 2010.
 Canada: Whites Brook fait partie de la circonscription fédérale de Madawaska—Restigouche, qui est représentée à la Chambre des communes du Canada par Jean-Claude D'Amours, du Parti libéral. Il fut élu lors de la 38e élection générale, en 2004, puis réélu en 2006 et en 2008.

## Vivre à Whites Brook
Whites Brook est traversé par le Sentier international des Appalaches. Le détachement de la Gendarmerie royale du Canada le plus proche est à Saint-Quentin. Le bureau de poste le plus proche est quant à lui à Kedgwick. Le poste d'Ambulance Nouveau-Brunswick le plus proche est aussi à Kedgwick. L'hôpital le plus proche est l'Hôtel-Dieu Saint-Joseph de Saint-Quentin.